# Naturschutzgebiet Plankenbach
Koordinaten: 51° 40′ 57″ N, 6° 45′ 1″ O
Das Naturschutzgebiet Plankenbach liegt auf dem Gebiet des Ortsteils Drevenack der Gemeinde Hünxe im Kreis Wesel in Nordrhein-Westfalen. Das Gebiet erstreckt sich nördlich der Kernstadt Hünxe und westlich von Wachtenbrink, einem zum Ortsteil Damm der Gemeinde Schermbeck gehörenden Dorf. Südlich des Gebietes, das vom Plankenbach durchflossen wird, verläuft die B 58 und westlich die A 3. Südlich fließt die Lippe und erstreckt sich das 1004 ha große Naturschutzgebiet Lippeaue.

## Bedeutung
Für Hünxe ist seit 1991 ein 80,0 ha großes Gebiet unter der Kenn-Nummer WES-051 als Naturschutzgebiet ausgewiesen.